# 私營醫療機構投訴委員會
私營醫療機構投訴委員會（英語：Committee on Complaints against Private Healthcare Facilities）是香港政府根據《私營醫療機構條例》（香港法例第633章）而成立的法定委員會。於2020年12月1日成立。
投訴委員會由衞生署轄下私營醫療機構規管辦公室提供秘書處支援，秘書一職由身為公務員的總院務主任(投訴委員會)擔任。

## 職能
投訴委員會負責處理就持牌私營醫療機構在其牌照生效後，有否違反《私營醫療機構條例》或根據《私營醫療機構條例》發出的實務守則而作出的投訴。投訴委員會亦會就私營醫療機構的投訴管理政策，向政府提出建議。

## 委員
投訴委員會成員包括註冊醫生／註冊牙醫和來自不同背景的業外委員，包括病人組織、法律界、工程界、醫療專業人士（醫生及牙醫除外）及消費者權益組織。

### 2020年至今
- 主席

劉文文
- 副主席

張德康醫生
- 委員

陳清霞博士
陳秀雯教授
陳永佳
鄭荔英教授
鄭俊平
馮玉娟教授
何錦源醫生
何應富
郭晶強
郭亮明
黎卓先教授
梁熊顯教授
李慧琴醫生
李繼堯醫生
梁國齡醫生
梁彥欣醫生
廖偉明醫生
劉西恩醫生
彭佳源醫生
潘偉麟醫生
湯熾忠
黃吳潔華
黃婉芳
胡偉強
楊超發醫生
楊協和醫生
葉秀華
袁少林

## 外部連結
- 私營醫療機構規管辦公室 （页面存档备份，存于）
- 香港法例第633章《私營醫療機構條例》